# Unidad Multidisciplinaria Tizimín
La Unidad Multidisciplinaria Tizimín es la sede de la Universidad Autónoma de Yucatán ubicada en la ciudad de Tizimín, Yucatán.

## Historia
La Universidad Autónoma de Yucatán inició un proyecto para una nueva unidad fuera de la ciudad capital del estado en 1997. La ciudad de Tizimín fue seleccionada por encontrarse distante a la ciudad de Mérida, por ser la segunda mayor ciudad del estado en ese momento, y por tener un nivel económico adecuado para establecer la nueva sede de la Universidad Autónoma de Yucatán.
Las actividades académicas iniciaron en marzo de 2000. Sin embargo, las instalaciones actuales fueron inauguradas el 27 de diciembre de 2000 por el entonces presidente Ernesto Zedillo.

## Instalaciones

### Auditorio
En las instalaciones se cuenta con un auditorio con capacidad para 130 personas.

### Biblioteca
Cuenta con una biblioteca de 247 m² que contiene una colección documental de 13007 títulos y 15908 volúmenes.

### Unidad Universitaria de Inserción Social
También se encuentra la Unidad Universitaria de Inserción Social (UUIS), la cual es una unidad de primer nivel de atención que cuenta con servicio médico, servicio de odontología y de asistencia sanitaria.

## Oferta académica

### Licenciatura
Desde su fundación, la Unidad Multidisciplinaria cuenta con 4 licenciaturas.
- Contador público
- Educación
- Enfermería
- Ingeniería de software

### Posgrados
Actualmente no se cuentan con posgrados, sin embargo, se ha propuesto la creación de estos programas y de educación continua.

## Admisión
Al igual que muchas instituciones de educación superior en México, el examen de admisión para pregrado en la universidad es el Examen Nacional de Ingreso a la Educación Superior (EXANI-II) del Centro Nacional para la Evaluación de la Educación Superior (Ceneval), cuyo propósito es medir las habilidades y los conocimientos básicos adquiridos por los aspirantes a cursar estudios de nivel superior en las áreas de comprensión lectora, redacción, matemáticas, ciencias experimentales o sociales dependiendo de la carrera a la que se aspira e inglés.
| Licenciatura           | Estadísticas del proceso 2025 | Estadísticas del proceso 2025 | Estadísticas del proceso 2025 | Estadísticas del proceso 2025 |
| Licenciatura           | Aspirantes                    | Admitidos                     | No admitidos                  | Porcentaje de admitidos       |
| ---------------------- | ----------------------------- | ----------------------------- | ----------------------------- | ----------------------------- |
| Contador público       | 59                            | 43                            | 16                            | 72%                           |
| Educación              | 27                            | 27                            | 0                             | 100%                          |
| Enfermería             | 78                            | 38                            | 40                            | 47%                           |
| Ingeniería de software | 22                            | 22                            | 0                             | 100%                          |

## Eventos

### Deporte
La Universidad Autónoma de Yucatán celebra anualmente el aniversario de la Unidad Multidisciplinaria Tizimín, organizando actividades culturales y deportivas. En el marco de las celebraciones, se realiza una carrera con varias categorías y distancias.